# Starfuckers, Inc.
Starfuckers, Inc. (також знана як «Starsuckers, Inc.» в її відредагованому вигляді) — пісня індастріал-гурту Nine Inch Nails. Пісня вийшла як четвертий сингл з альбому The Fragile.

## Музичне відео
Режисерами кліпу на пісню були Роберт Гейлз і Мерілін Менсон.

## Список композицій
1. «Starsuckers, Inc.» — 4:13
2. «Starfuckers, Inc.» — 4:06
3. «Starsuckers, Inc.» (відео версія) — 4:18

## Позиції в чартах
| Чарт               | Найвища позиція |
| ------------------ | --------------- |
| Modern Rock Tracks | 39              |